# Слащёв, Яков Александрович
Я́ков Алекса́ндрович Слащёв (Слащёв-Кры́мский) (12 (24) декабря 1885, Санкт-Петербург, Российская империя — 11 января 1929, Москва, СССР) — русский и советский военачальник и военный педагог, генерал-лейтенант (1920), в Гражданскую войну — активный участник Белого движения на юге России. Герой Первой мировой войны.

## Биография

### Происхождение
Из потомственных дворян Санкт-Петербургской губернии. Его дед, Яков Александрович Слащов, прослужил в армии 35 лет, участвовал в русско-турецкой войне 1828—1829 годов и был участником подавлений польского восстания 1830—1831 годов. В 1863 году был уволен со службы с производством в подполковники «с мундиром и пенсией». Занимал должность полицеймейстера при Сиротском институте императора Николая I в Гатчине и умер в 1875 году.
Отец, Александр Яковлевич Слащов, родился 11 августа 1847 года. Начал служить 21 ноября 1861 года. В августе 1868 года закончил Николаевское инженерное училище и был произведён в подпоручики 4-го понтонного полубатальона. В 1869 году переведён в Измайловский лейб-гвардии полк. В июне 1877 года был командирован в Бухарест на должность «по устройству государственного управления», а затем был назначен полицеймейстером города Тульча. В июне 1878 года вернулся в свой полк и был произведён в капитаны с назначением командиром роты. В 1880 году А. Я. Слащов женился на дочери коллежского асессора Вере Александровне (по первому мужу — Ремберович). В 1881 году по состоянию здоровья, был уволен со службы с производством в подполковники. Помещик Петербургской губернии, за родителями А. Я. Слащова числилось 300 десятин благоприобретённой земли.
Родился Яков Слащёв 12 (24) декабря 1885 года (по другой версии — 29 декабря 1885 года (10 января 1886)) в Санкт-Петербурге. В 1903 году окончил курс реального училища Гуревича с дополнительным классом.

### Императорская армия
На военную службу Яков Слащёв поступил в августе 1903 года юнкером Павловского военного училища, курс которого окончил в 1905 году по 1-му разряду и 1-й категории и был выпущен подпоручиком в Лейб-гвардии Финляндский полк (Высочайший приказ от 22.04.1905). 6 декабря 1909 года произведен в поручики.
В 1911 году окончил Николаевскую военную академию по 2-му разряду (без права причисления к Генеральному штабу из-за недостаточно высокого среднего балла).
С 5 ноября 1912 года был командирован в Пажеский корпус на должность младшего офицера; 31 марта 1914 года переведен в названный корпус, с назначением младшим офицером и с зачислением по гвардейской пехоте. В Пажеском корпусе преподавал тактику. 14 апреля 1913 года произведен в штабс-капитаны.
31 декабря 1914 года возвращён в Лейб-гвардии Финляндский полк, в рядах которого участвовал в Первой мировой войне. Был дважды контужен и пять раз ранен. Был удостоен ордена Святого Георгия 4-й степени:
За то, что 20 июля 1915 года, командуя ротой в бою у деревни Кулик, оценив быстро и верно обстановку, по собственному почину с беззаветной храбростью бросился во главе роты вперёд, несмотря на убийственный огонь противника, обратил части германской гвардии в бегство и овладел высотой, имевшей столь важное значение, что без овладения ею удержание всей позиции было бы невозможно.
Пожалован Георгиевским оружием:
За то, что 22 июля 1915 года в бою у д. Верещин, командуя батальоном и лично находясь на позиции под сильнейшим огнём противника, видя отход соседней части, по собственному почину бросился во главе своего батальона в атаку и обратил противника в бегство, чем восстановил положение и предотвратил возможность потери позиции.
28 сентября 1916 года произведен в капитаны, 10 октября 1916 года — из капитанов в полковники. К 1917 году — помощник командира Финляндского полка. 14 июля 1917 года назначен командующим Московским гвардейским полком, каковую должность занимал до 1 декабря того же года.
Шло разложение старой армии, приказы не выполнялись. После опубликования «Временного положения о демократизации армии» 1 декабря 1917 года Слащов, не желая продолжать службу, 8 декабря был признан медицинской комиссией «подлежащим эвакуации по ранениям» и убыл из полка.

### Добровольческая армия
18 января 1918 года Слащов прибыл в Новочеркасск, где к этому времени было около 2 тыс. добровольцев — юнкеров и офицеров и присоединился к Добровольческой армии. В январе 1918 послан генералом М. В. Алексеевым на Северный Кавказ для создания офицерских организаций в районе Кавказских Минеральных Вод. В мае 1918 — начальник штаба партизанского отряда полковника А. Г. Шкуро; затем начальник штаба 2-й Кубанской казачьей дивизии генерала С. Г. Улагая. 6 сентября 1918 стал командиром Кубанской пластунской бригады в составе 2 дивизии Добровольческой армии, 15 ноября 1918 — командиром 1 отдельной Кубанской пластунской бригады.
С 18 февраля 1919 командир бригады в 5-й пехотной дивизии. 14 мая 1919 за боевые отличия произведён в генерал-майоры. С 8 июня 1919 — командир бригады в 4 пехотной дивизии. Со 2 августа 1919 начальник 4 пехотной дивизии ВСЮР (состоявшей из сводных бригад 13-й и 34-й пехотных дивизий, Симферопольского офицерского полка, отдельной конной бригады (в составе Донского и двух Кубанских казачьих полков) и конвоя начальника дивизии (всего 2500 штыков и 2 тыс. сабель при 50 орудиях). 6 декабря 1919 назначен командующим 3-го армейского корпуса (13-я и 34-я сводные бригады, развёрнутые в дивизии, численность 3,5 тыс. штыков и сабель). Корпус действовал на левом фланге Вооруженных сил юга России против петлюровцев и махновцев.
Пользовался любовью и уважением среди солдат и офицеров, вверенных ему войск, за что снискал ласковое прозвище — Генерал Яша.

### Оборона Крыма
27 декабря 1919 года во главе корпуса занял укрепления на Перекопском перешейке, не допустив захвата Крыма красными. Зимой 1919—1920 гг. — руководитель обороны Крыма. С февраля 1920 года — Командующий Крымским корпусом (бывшим 3-м армейским). 25 марта 1920 произведён в генерал-лейтенанты с назначением командующим 2-м армейским корпусом (бывшим Крымским).
Принял меры к ликвидации мятежа капитана Орлова в Симферополе. Объявил прощение Орлову и мятежникам при условии выхода на фронт. При оставлении фронта отрядом Орлова разгромил его силами верных войск и казнил захваченных офицеров, сам Орлов скрылся в горах.
5 апреля 1920 года генерал Слащёв подал главнокомандующему Русской Армии в Крыму и Польше генералу П. Н. Врангелю рапорт с указанием основных проблем на фронте и с рядом предложений. С 24 мая 1920 командир успешного белого десанта у Кирилловки на побережье Азовского моря. В августе 1920 после невозможности ликвидировать Каховский плацдарм красных, поддерживаемый крупнокалиберными орудиями ТАОН (тяжёлая артиллерия особого назначения) красных с правого берега Днепра, подал прошение об отставке и был отозван в распоряжение главнокомандующего.
18 августа 1920 Приказом генерала Врангеля получил право именоваться «Слащёв-Крымский». В ноябре 1920 в составе Русской армии эвакуировался из Крыма в Константинополь.

Генерал Слащёв, бывший полновластный властитель Крыма, с переходом ставки в Феодосию, оставался во главе своего корпуса. Генерал Шиллинг был отчислен в распоряжение Главнокомандующего. Хороший строевой офицер, генерал Слащёв, имея сборные случайные войска, отлично справлялся со своей задачей. С горстью людей, среди общего развала, он отстоял Крым. Однако, полная, вне всякого контроля, самостоятельность, сознание безнаказанности окончательно вскружили ему голову. Неуравновешенный от природы, слабохарактерный, легко поддающийся самой низкопробной лести, плохо разбирающийся в людях, к тому же подверженный болезненному пристрастию к наркотикам и вину, он в атмосфере общего развала окончательно запутался. Не довольствуясь уже ролью строевого начальника, он стремился влиять на общую политическую работу, засыпал ставку всевозможными проектами и предположениями, одно другого сумбурнее, настаивал на смене целого ряда других начальников, требовал привлечения к работе казавшихся ему выдающимися лиц.— Врангель П. Н. Записки
Из рапорта Слащёва от 5 апреля 1920 года Врангелю:

Интриги на маленькой территории Крыма невероятно растут. Борьба идёт с коренными защитниками фронта, до меня включительно, вторгаясь даже в мою частную жизнь (спирт, кокаин).
Был бесстрашен, постоянно личным примером водил в атаку войска. Имел девять ранений, последнее из которых — контузию в голову — получил на Каховском плацдарме в начале августа 1920 года. Многие ранения переносил практически на ногах. Чтобы уменьшить невыносимую боль от ранения в живот в 1919 году, которое не заживало более полугода, начал колоть себе обезболивающее — морфий, потом пристрастился к кокаину, отчего за ним закрепилась «слава» наркомана.
В ходе Крымской эвакуации вывез жену и дочь от первого брака на вспомогательном крейсере «Алмаз». Сам эвакуировался на ледоколе «Илья Муромец» вместе с остатками лейб-гвардии Финляндского полка с полковым Георгиевским знаменем, в рядах которого он начинал свою службу в 1905 году, а затем два года участвовал в первой мировой войне.

### Эмиграция и возвращение в Советскую Россию
После эмиграции жил в Константинополе, занимаясь огородничеством и прозябая в нищете. В Константинополе резко и открыто осуждал Главнокомандующего и его штаб, за что по приговору «суда чести» был уволен от службы без права ношения мундира. В ответ на решение суда в январе 1921 года издал книгу «Требую суда общества и гласности. Оборона и сдача Крыма (Мемуары и документы)».
3 ноября 1921 года, в годовщину взятия Крыма, ВЦИК РСФСР объявил амнистию участникам Белого движения. Слащёв в Константинополе вступил в переговоры с советскими властями, был амнистирован. 21 ноября 1921 года при помощи завербованного ЧК бывшего матроса и добровольца Баткина вместе с белыми казаками вернулся в Севастополь, откуда в личном вагоне Дзержинского выехал в Москву. Обращался к солдатам и офицерам Русской Армии с призывом возвращаться в Советскую Россию:

С 1918 года льётся русская кровь в междоусобной войне. Все называли себя борцами за народ. Правительство белых оказалось несостоятельным и не поддержанным народом — белые были побеждены и бежали в Константинополь.
Советская власть есть единственная власть, представляющая Россию и её народ.
Я, Слащёв-Крымский, зову вас, офицеры и солдаты, подчиниться советской власти и вернуться на родину, в противном случае вы окажетесь наёмниками иностранного капитала и, что ещё хуже, наёмниками против своей родины, своего родного народа. Ведь каждую минуту вас могут послать завоёвывать русские области. Конечно, платить вам за это будут, но пославшие вас получат все материальные и территориальные выгоды, сделают русский народ рабами, а вас народ проклянёт. Вас пугают тем, что возвращающихся белых подвергают различным репрессиям. Я поехал, проверил и убедился, что прошлое забыто. Со мной приехали генерал Мильковский, полковник Гильбих, несколько офицеров и моя жена. И теперь, как один из бывших высших начальников добровольческой армии, командую вам: «За мной!». Не верьте сплетням про Россию, не смейте продаваться, чтобы идти на Россию войной.
Требую подчинения советской власти для защиты родины и своего народа.
— Смыслов О.С. Генерал Слащев-Крымский. Победы. Эмиграция. Возвращение..

В переписке руководителя польской разведки (II отдела Генерального штаба Верховного командования Войска Польского) И. Матушевского содержится свидетельство (письмо от 22 февраля 1922 года), что примеру Слащёва последовали многие офицеры бывшей Добровольческой армии, интернированные в Польше:
В последние месяцы в лагерях для интернированных заметно сильное влияние т. н. «слащевизны», то есть повторения пути ген. армии Врангеля Слащева, который выехал из Константинополя в Советскую Россию и служит в Красной Армии. Под воздействием большевистской пропаганды многие интернированные, особенно из молодых «белых» офицеров и солдат, выезжают в Россию. 
В 1924 году издал книгу «Крым в 1920 г. Отрывки из воспоминаний». С июня 1922 года — преподаватель тактики школы комсостава «Выстрел».

Преподавал [Слащёв] блестяще, на лекциях народу полно, и напряжение в аудитории было порой как в бою. Многие командиры-слушатели сами сражались с врангелевцами, в том числе и на подступах к Крыму, а бывший белогвардейский генерал не жалел ни язвительности, ни насмешки, разбирая ту или иную операцию наших войск.
— П. И. Батов. В походах и боях. — М., 1974. — С. 22.
Распространена легенда о том, как на одном из занятий Слащёв разбирал ошибки красных командиров в советско-польской войне. Семён Михайлович Будённый, не выдержавший язвительных замечаний Слащёва, выхватил револьвер и несколько раз выстрелил в него, но ни разу не попал. Тот не только не дрогнул, но и ответил Будённому: «Как вы стреляете, так вы и воевали».
Опубликовал ряд статей по вопросам тактики. Подготовил к печати также труд «Мысли по вопросам общей тактики», опубликованный после его гибели.

### Смерть
11 января 1929 года Яков Слащёв был убит в Москве в своей комнате при школе тремя выстрелами в упор из револьвера. Убийца — курсант Московской пехотной школы им. Уншлихта Лазарь Коленберг.

11 января на своей квартире был убит А. [опечатка] Слащёв. Неизвестный, войдя в квартиру, выстрелил в Слащёва и скрылся. Слащёв, в прошлом командир одной из врангелевских армий, в последнее время был преподавателем на стрелково-тактических курсах усовершенствования комсостава.
— Правда, 13 января 1929 года
Следствие продолжалось полгода. Вначале им занялось ОГПУ, поскольку не исключалась политическая подоплёка убийства. Затем все материалы были переданы в Московскую губернскую прокуратуру, которая признала убийцу невменяемым и вернула дело в ОГПУ. После проведения дополнительной проверки некоторых фактов было вынесено окончательное заключение.
В заключении констатируется, что идея об убийстве возникла как реакция на жестокие репрессии и бесчинства по отношению к еврейскому населению и ко всем, заподозренным в сочувствии революционному движению в городе Николаеве. Одной из жертв этих репрессий стал родной брат Коленберга.

11-го января, как у нас сообщалось, в Москве на своей квартире убит бывший врангелевский генерал и преподаватель военной школы Я. А. Слащёв. Убийца, по фамилии Коленберг, 24-х лет, заявил, что убийство им совершено из мести за своего брата, казнённого по распоряжению Слащёва в годы гражданской войны. <…> В связи с убийством производится следствие. Вчера в 16 ч.30 мин., в московском крематории состоялась кремация тела покойного Я. А. Слащёва.
— «Известия», 15 января 1929 года

В Москве в своей квартире убит генерал Я. А. Слащёв, один из активных участников белого движения, снискавший весьма печальную память своей исключительной жестокостью и бесшабашностью. <…> Последние сообщения берлинских газет говорят об аресте убийцы, 24-летнего Коленберга, который заявил, что убил Слащёва за расстрел брата, совершенный Слащёвым в Крыму. В Москве утверждают, что убийство совершено было уж несколько дней назад, но не сразу о нём решились сообщить. Тело Слащёва сожжено в московском крематории. При сожжении присутствовали Уншлихт и другие представители реввоенсовета.
— «Руль», Берлин, 16 января 1929 года
Психиатрической экспертизой Коленберг признан в момент совершения преступления невменяемым. Дело было прекращено и сдано в архив, а Лазарь Коленберг был выпущен на свободу.
По предположению историка А. Кавтарадзе, Слащёв мог стать одной из первых жертв репрессий против военспецов, бывших генералов и офицеров старой русской армии.

<…> Впоследствии выяснится, убила ли его рука, которой действительно руководило чувство мщения, или которой руководило требование целесообразности и безопасности. Ведь странно, что «мститель» более четырёх лет не мог покончить с человеком, не укрывшимся за толщей Кремлёвских стен и в лабиринте Кремлёвских дворцов, а мирно, без охраны проживавший в своей частной квартире. И в то же время понятно, если в часы заметного колебания почвы под ногами, нужно устранить человека, известного своей решительностью и беспощадностью. Тут нужно было действительно торопиться и скорее воспользоваться и каким-то орудием убийства, и печью Московского крематория, способного быстро уничтожить следы преступления.
— «За свободу», Варшава, 18 января 1929 года

## Семья
- Жена (1-й брак с 1909[19] по 1920 год) — Софья Владимировна Козлова, 1891 года рождения, единственная дочь командира Лейб-гвардии Финляндского полка генерала Владимира Аполлоновича Козлова.
  - Дочь — Вера Яковлевна Слащёва, 1915 года рождения, от первого брака. В 1920 году вместе с матерью выехала во Францию.
- Жена (2-й брак с 1920 года) — Нина Николаевна Нечволодова («юнкер Нечволодов»), 1899 года рождения, племянница начальника Главного артиллерийского управления РККА, сражалась бок о бок с белым генералом с 1918 года. Имела боевые ранения.

## Награды
- Медаль «В память 100-летия Отечественной войны 1812 года» (1912);
- Медаль «В память 300-летия царствования Дома Романовых» (1913);
- Орден Святого Станислава 3-й ст. (ВП 06.12.1913);
- Орден Святой Анны 3-й ст. с мечами и бантом (ВП 28.07.1915, страница 16);
- Орден Святой Анны 4-й ст. с надписью «За храбрость» (ВП 28.07.1915, страница 18);
- Орден Святого Станислава 2-й ст. с мечами (ВП 11.05.1916);
- Орден Святого Георгия 4-й ст. (ВП 18.07.1916);
- Георгиевское оружие (ВП 25.09.1916);
- Орден Святого Владимира 4-й ст. с мечами и бантом (ВП 27.11.1916);
- Орден Святой Анны 2-й ст. с мечами (ВП 04.12.1916);
- Орден Святого Владимира 3-й ст. с мечами (ПАФ 03.10.1917);
- Орден Святителя Николая Чудотворца 2-й ст. (Приказ ВСЮР № 167, 11 июля 1920).

## Сочинения
- Слащёв Я. А. Ночные действия. Спб., 1913.
- Слащов Я. А. Крым в 1920 году // Белое дело: Избранные произведения. В 16 кн. Кн. 11. Белый Крым. М., 2003.
- Слащов-Крымский Я. А. Белый Крым, 1920 г.: Мемуары и документы. М., 1990.
- Слащов-Крымский Я. А. Требую суда общества и гласности (Оборона и сдача Крыма). Мемуары и документы. Константинополь, 1921.
- Слащов Я. А. Операции белых, Петлюры и Махно на южной Украине в последней четверти 1919 года // Военный вестник. 1922. № 9 — 13.
- Слащов Я. А. Действия авангарда во встречном бою // Военное дело.1922. № 14.
- Слащов Я. А. Прорыв и охват (обхват) // Военное дело. 1922. № 15\16.
- Слащов Я. А. Вопросы полевого устава // Военное дело. 1922. № 15\16.
- Слащов Я. А. Значение укреплённых полос в современной войне // Военное дело. 1922. № 17-18.
- Слащов Я. А. Крым в 1920 году: Отрывки из воспоминаний. М.;Л., 1924.
- Слащов Я. А. Манёвр как залог победы // Выстрел. 1926. № 3.
- Слащов Я. А. Лозунги русского патриотизма на службе Франции. Период Деникина — Период Врангеля // Кто должник? К вопросу о франко-советских отношениях. М., 1926.
- Слащов Я. А. Борьба с десантами // Война и революция. 1927. № 6.
- Слащов Я. А. Мысли по вопросам общей тактики. М.;Л., 1929.

## Образ Слащёва в искусстве
- Стал прообразом генерала Романа Хлудова в пьесе М. А. Булгакова «Бег», советском фильме 1970 года «Бег» (в исполнении Владислава Дворжецкого).
- Один из главных героев 3 и 4 книги тетралогии И. Болгарина, Г. Северского и В. Смирнова «Адъютант Его Превосходительства»[20].
- Один из центральных персонажей романа В. и С. Карпенко «Врангель в Крыму»[21].
- Один из второстепенных героев романа Андрея Валентинова «Флегетон», повествующем о Белом движении в Крыму.
- Один из прототипов генерала Ларионова в романе Евгения Водолазкина «Соловьёв и Ларионов» (2009).
- О деятельности Слащёва на Северном Кавказе и в Крыму повествуют несколько эпизодов романа Светланы Шешуновой «Пасха птицелова» (2011).
- Игорь Воеводин был удостоен Знака тернового венца за книгу «Непрощённый»[22] о генерале Слащёве.
- Образ Слащёва воплощён в художественных фильмах «Маршал революции», 1978 (в роли Стасис Пятронайтис), «Большая-малая война» (Молдова-фильм, 1980) (Сергей Десницкий), «Эмиссар заграничного центра», 1979 (Илья Тодоров), в сериале «Девять жизней Нестора Махно» Владимиром Голосняком.
- Упоминается в воспоминаниях «Дорогой длинною...» А. Н. Вертинского.